# Telmatoscopus morulus
Telmatoscopus morulus és una espècie d'insecte dípter pertanyent a la família dels psicòdids present a les illes Britàniques, França, Bèlgica, els Països Baixos, Alemanya (com ara, Saxònia), Lituània i el territori de l'antiga República Federal Socialista de Iugoslàvia.